# اندیس آنومالی قلعه زری
آنومالی قلعه زری یک اندیس فلزی است که در حوالی شهر بصیران استان خراسان قرار دارد و مادهٔ معدنی موجود در آن، طلا است.سنگ میزبان این اندیس داسیت، دیوریت، آندزیت، توف است  در این اندیس، پاراژنز‌های مگنتیت، هماتیت، گارنت، ایلمنیت، زیرکن، باریت، اپیدوت یافت می‌شوند.